# Eumunida chani
Eumunida chani is een tienpotigensoort uit de familie van de Eumunididae. De wetenschappelijke naam van de soort is voor het eerst geldig gepubliceerd in 2008 door Baba & Lin.